# Il giorno dei fazzoletti rossi
Il giorno dei fazzoletti rossi (The Brides of Fu Manchu) è un film  del 1966 diretto da Don Sharp.
Si tratta del sequel di Fu Manchu A.S.3 - Operazione tigre (1965).

## Trama
Il malvagio Fu Manchu rapisce le mogli di alcuni scienziati cercando in questo modo di ottenere la loro collaborazione. Nayland Smith, dopo aver scoperto il suo nascondiglio, riuscirà a fermare il suo piano criminale: distruggere l'occidente.